# Louise Wieland
Louise Wieland (* 21. Januar 2000 in München) ist eine deutsche Leichtathletin.

## Karriere
Bei den Weltmeisterschaften 2023 in Budapest wurde Wieland Sechste über 4-mal 100 Meter der Frauen. In diesem Jahr wurde sie deutsche Hallenmeisterin in Dortmund über 200 Meter. Bei der Team-Europameisterschaft 2023 in Chorzów wurde sie mit ihrer 4-mal-100-Meter-Staffel Vierte. Bei den Summer World University Games 2025 in Bochum gewann sie mit der 4-mal-100-Meter-Staffel die Bronzemedaille.